# Главотина
Главотина (алб. Gllavatin) је насеље у општини Вучитрн на Косову и Метохији. Према попису становништва на Косову 2011. године, село је имало 391становника.

## Географија
Село је на падини Чичавице, на 40 метара изнад алувијалне равни Ситнице.

## Историја
Село је у 19. веку било чифлик Махмудбеговића из Пећи.

## Порекло становништва по родовима
Породице које су живеле у село Главотина:
- Росићи (3 к., св. Петка). Доселили се из Лаба почетком 19. века.
- Ковачани (1.1 к., св. Врачи). Преселили се из Ковачице (Копаоничка Шаља) око 1830, када је Главотина имала само седам кућа. Даља старина им је у Црној Гори.
- Дикићи (1.1 к., св. Врачи). Преселили се из Ковачице (Копаоничка Шаља) око 1830, када је Главотина имала само седам кућа. Даља старина им је у Црној Гори.
- Стошићи (9 к., Св. Никола). Из Бадовца се преселили у Племетину, па у Главотину после Ковачана.
- Враганци (3 к., св. Никола). Средином 19. века пресељени из Црвене Водице у Племетину, па после неколико година прешли у Главотину. Даља старина им је у Гатњу.
- Карадановићи (2 к., Св. Никола). Потичу од Поповића у Прилужју, одакле су се преселили око 1900. Даља старина им је у Д. Пологу.
- Маџић (1 к., Св. Никола). Преселио се 1910. из Црвене Водице. Даља старина му је у Пакаштици (Лаб).
- Божић (1 к., Св. Петка). Пресељен 1914. из истоименог рода у Племетини.

Арбанашки род је Коњух (2 к.), од фиса Сопа. Доселио се као мухаџир 1878. из Коњуха у Топлици.

## Демографија
| Демографија | Демографија | Демографија |
| Година      | Становника  | Становника  |
| ----------- | ----------- | ----------- |
| 1948.       | 342         |             |
| 1953.       | 364         |             |
| 1961.       | 391         |             |
| 1971.       | 330         |             |
| 1981.       | 331         |             |
| 1991.       | 388         |             |
| 2011.       | 391         |             |

### Становништво по националности
| Националност | Број | %     |
| Албанци      | 390  | 99.74 |
| Бошњаци      | 1    | 0.26. |